# Football Club Imabari
Il Football Club Imabari (FC今治?, Efushī Imabari), meglio noto come FC Imabari, è una società calcistica giapponese con sede nella città di Imabari. Dal 2025 milita nella J2 League, la seconda divisione del campionato giapponese.

## Storia
Il club è stato fondato nel 1976 e nel 2001 è stato promosso nella Shikoku Football League. Il team di Imabari, era di proprietà dell'altro club della regione, ovvero l'Ehime FC, che lo utilizzava come squadra di riserva con il nome di “Ehime FC Shimanami”.
Nel 2014 il club è stato acquistato dall’ex allenatore della nazionale giapponese, Takeshi Okada.
Nel 2016, grazie alla vittoria della Japanese Regional Football League Competition, il FC Imabari venne promosso nella Japan Football League per la stagione 2017.
Nel 2019 la squadra si classificò al 3º posto in JFL, venendo così promossa in J3 League per la stagione 2020.
Nella stagione 2024 arriva al secondo posto nella J3 League e viene promosso in J2 League.

## Palmarès

### Altri piazzamenti
- J3 League:

Secondo posto: 2024

## Rosa 2022
Rosa aggiornata al 3 settembre 2022.
| N. |                          | Ruolo | Calciatore        |
| -- | ------------------------ | ----- | ----------------- |
| 1  | Giappone (bandiera)      | P     | Tomohito Shugyō   |
| 2  | Giappone (bandiera)      | D     | Kōhei Tomita      |
| 3  | Giappone (bandiera)      | D     | Yūichi Komano     |
| 4  | Giappone (bandiera)      | D     | Noriki Fuke       |
| 5  | Giappone (bandiera)      | D     | Tomoya Andō       |
| 6  | Giappone (bandiera)      | C     | Kazuki Okayama    |
| 7  | Giappone (bandiera)      | D     | Takafumi Yamada   |
| 8  | Giappone (bandiera)      | D     | Takuya Shimamura  |
| 9  | Giappone (bandiera)      | D     | Takatora Kondō    |
| 10 | Giappone (bandiera)      | C     | Shō Fukuda        |
| 11 | Paesi Bassi (bandiera)   | A     | Ralf Seuntjens    |
| 14 | Giappone (bandiera)      | C     | Kazaki Nakagawa   |
| 15 | Giappone (bandiera)      | A     | Seigō Takei       |
| 16 | Giappone (bandiera)      | P     | Haruhiko Takimoto |
| 17 | Australia (bandiera)     | A     | Mohamed Adam      |
| 19 | Corea del Sud (bandiera) | C     | Park Soo-bin      |
| 20 | Giappone (bandiera)      | C     | Riki Satō         |
| 22 | Giappone (bandiera)      | C     | Takurō Uehara     |

| N. |                          | Ruolo | Calciatore        |
| -- | ------------------------ | ----- | ----------------- |
| 23 | Corea del Sud (bandiera) | P     | Lee Do-hyung      |
| 24 | Giappone (bandiera)      | D     | Wakaba Shimoguchi |
| 25 | Giappone (bandiera)      | C     | Keishi Kusumi     |
| 26 | Giappone (bandiera)      | A     | Taisei Takase     |
| 28 | Giappone (bandiera)      | C     | Haruki Matsui     |
| 29 | Giappone (bandiera)      | D     | Ryōya Iizumi      |
| 30 | Giappone (bandiera)      | A     | Kanta Chiba       |
| 31 | Giappone (bandiera)      | P     | Shinji Okada      |
| 33 | Brasile (bandiera)       | A     | Marcus Índio      |
| 34 | Giappone (bandiera)      | D     | Jun'ya Hosokawa   |
| 37 | Giappone (bandiera)      | C     | Hikaru Umakoshi   |
| 38 | Giappone (bandiera)      | A     | Tomoya Ōtsuki     |
| 41 | Giappone (bandiera)      | D     | Wataru Noguchi    |
| 45 | Giappone (bandiera)      | P     | Shū Mogi          |
| 47 | Polonia (bandiera)       | A     | Filip Piszczek    |
| 48 | Giappone (bandiera)      | D     | Hayato Teruyama   |
| 50 | Giappone (bandiera)      | C     | Yūta Mikado       |

### Staff tecnico
Staff tecnico aggiornato al 20 aprile 2025.
- Keiji Kuraishi - Allenatore
- Yoshikiyo Kuboyama - Viceallenatore
- Naoto Kudō - Collaboratore tecnico
- Ryōsuke Ochi - Collaboratore tecnico
- Tomohito Shūgyō - Preparatore portieri
- Mario Komiya - Preparatore fisico
- Kōhei Nomoto - Analista